# Jonathas Cristian de Jesus
Jonathas Cristian de Jesus (Betim, 6 de março de 1989) é um ex-futebolista brasileiro que atuava como atacante.  

## Carreira

### Cruzeiro
Ingressou nas categorias de base do Cruzeiro em 2000, aos 11 anos de idade.
Centroavante de bom porte físico, teve a primeira experiência no elenco profissional em 2006. A estreia foi em 23 de agosto de 2006, na derrota por 1–0 para o Botafogo, no Maracanã, pelo Campeonato Brasileiro. O atacante terminou aquela temporada no elenco principal e voltou ao time júnior para conquistar o título inédito da Copa São Paulo de Futebol Júnior, em janeiro de 2007.

### Ipatinga
Em 2007, foi emprestado ao Ipatinga.

### Villa Nova
Em 2008, foi emprestado para o Villa Nova, e disputou o Campeonato Mineiro.

### Az Alkaar
Em agosto de 2008, Jonathas assina contrato com o Alkmaar. Teve 65% dos direitos negociados. Ganhou o Eredivisie e a Supercopa da Holanda pelo clube.

### Brescia
No ano de 2011, o jogador fecha com o Brescia.

### Pescara Calcio
No ano de 2012, o clube italiano Pescara Calcio contrata o jogador.

### Torino
No ano de 2013, o jogador assina contrato de empréstimo pelo Torino.

### Latina Calcio
Em 2013, Jonathas assina contrato pelo clube Latina Calcio.

### Retorno ao Pescara Calcio
No ano de 2014, o jogador assina com o Pescara Calcio.

### Elche
Em 2014, Jonathas assina com o Elche por empréstimo de um ano. Na temporada 2014/2015, marcou 14 gols, e foi comparado a Diego Costa.

### Real Sociedad
Em 2015, o clube espanhol Real Sociedad anuncia a contratação do jogador.

### Rubin Kazan
No ano de 2016, o jogador assina pelo FC Rubin Kazan.

### Hannover 96
Em 2017 o jogador assina pelo Hannover 96. No ano de 2019 retorna de seu empréstimo.

### Corinthians
No dia 29 de junho de 2018, o Corinthians anuncia a contratação do jogador por empréstimo de um ano.
Pouco mais de seis meses depois de assinar com o Timão, o atacante teve o seu contrato de empréstimo encerrado e foi devolvido ao Hannover, em janeiro de 2019. Pelo clube, disputou apenas nove partidas e anotou um gol, na derrota por 3 a 1 para o São Paulo.

### Odisha FC
Pelo Odisha FC, disputou 16 jogos e marcou oito gols.

### Náutico
No dia 6 de julho de 2022, o Náutico fechou a contratação do atacante, que estava no futebol indiano.

### Athletic
Chegou ao Athletic no início de 2024. No Campeonato Mineiro, foi artilheiro com sete gols (empatado com Hulk) e ajudou o Alvinegro a conquistar o Troféu Inconfidência. Seguiu a boa fase na Série C do Campeonato Brasileiro, onde era o artilheiro com 9 gols quando deixou o clube, em agosto.

### América-MG
Em agosto de 2024, acerta com o América Mineiro com contrato em definitivo até 31 de maio de 2025.

## Títulos
Cruzeiro Sub-20
- Copa São Paulo de Futebol Júnior: 2007
- Campeonato Brasileiro Sub-20: 2007

AZ Alkmaar
- Campeonato Holandês: 2008/2009
- Supercopa da Holanda: 2009

Athletic
- Taça Inconfidência: 2024

Seleção Brasileira Sub-19
- Copa Sendai: 2008

## Artilharias
Seleção Brasileira Sub-19
- Copa Sendai: 2008 – 3 gols

Athletic
- Campeonato Mineiro: 2024 – 7 gols